# قهرمان ماراش
قَهرمان‌ماراش (به کردی: مرعش، به ترکی: Maraş) یا ماراش نام یکی از شهرهای ترکیه و مرکز استان قهرمان ماراش در جنوب‌شرقی این کشور است. این شهر در کوهپایه‌های توروس قرار دارد و جمعیت آن در سال ۲۰۱۲ برابر با ۴۴۳،۵۷۵ نفر بود که بیشتر از ۷۵٪ آنها ترک تبار و مابقی کرد زازاکی، کرد کرمانجی، عرب و ارمنی هستند. 
به دلیل مقاومت مردم این شهر در برابر متفقین در زمان جنگهای استقلال ترکیه (۱۹۱۹-۱۹۲۳) نام این شهر در سال ۱۹۷۳ از مرعش به «قهرمان ماراش» تغییر یافت.
منطقهٔ قهرمان ماراش به‌خاطر تولید آرد ثعلب (آردی ساخته‌شده از غده‌های نوعی ارکیده) و بستنی مخصوص خود معروف است. همچنین صندوق جهیزیه از صنایع دستی استان قهرمان ماراشاست.
زلزله ۷.۷ و ۷.۶ ریشتری ۶ فوریه ۲۰۲۳ ( ۱۷ بهمن ماه ۱۴۰۱) ترکیه و سوریه که جان حدود ۴۸ هزار نفر را در جنوب ترکیه گرفت، علاوه بر تلفات جانی زیاد، خسارت‌های مالی سنگینی نیز بر پیکره اقتصاد در این دو کشور بر جای گذاشته است.

## تاریخ
این شهر در زمان هیتی‌ها ساخته شده است. معاویه بن ابی‌سفیان در قرن یکم بنای آن را تجدید کرد و در اواخر دورهٔ امویان جمع کثیری از مسلمانان در آنجا اقامت گزیدند و مسجد جامعی برای خود بنا کردند. هارون‌الرشید هم بر استحکامات آنجا افزود. این شهر یک خندق و دو بارو داشت و در وسط آن قلعه‌ای بود معروف به قلعهٔ مروانی که به گفته یاقوت به نام مروان دوم آخرین خلیفهٔ سلسلهٔ امویان نامیده می‌شد. در سال ۴۹۰ مرعش را صلیبیون به سرکردگی گادفری بوین (Godfrey de Bouillon) تصرف کردند و از آن پس ماراش یکی از شهرهای مهم ارمنیهٔ صغری شد و مدت زمانی در دست مسیحیان باقی ماند تا زمانی که دولت ارمنیه منقرض گردید. با قدرت گرفتن عثمانیان در ترکیه و سرزمین‌های مجاور، مرعش هم تحت قیمومیت امپراتوری عثمانی قرار گرفت. 